# España en los Campeonatos Mundiales de Natación
Las competiciones incluidas en las cinco primeras ediciones de los campeonatos mundiales de natación fueron las de natación, natación sincronizada, saltos y waterpolo. En la sexta edición, celebrada en 1991 en la ciudad de Perth se incluyó en el programa la natación en aguas abiertas.

## Natación

### Participación
La selección española de natación ha participado en las quince ediciones celebradas hasta la fecha del Campeonato Mundial de Natación con un total de 221 nadadores, 123 hombres y 98 mujeres, que han obtenido un total de 12 medallas: 3 de oro, 4 de plata y 5  de bronce; que colocan a España en el puesto 20º del medallero histórico de los campeonatos. El detalle de la participación  y de las medallas obtenidas por la delegación española es el siguiente:
| Edición | Año  | Sede      | Nadadores | Finalistas | Oros | Platas | Bronces |
| ------- | ---- | --------- | --------- | ---------- | ---- | ------ | ------- |
| I       | 1973 | Belgrado  | 12        | 0          | 0    | 0      | 0       |
| II      | 1975 | Cali      | 9         | 4          | 0    | 0      | 0       |
| III     | 1978 | Berlín    | 14        | 0          | 0    | 0      | 0       |
| IV      | 1982 | Guayaquil | 16        | 2          | 0    | 0      | 0       |
| V       | 1986 | Madrid    | 32        | 0          | 0    | 0      | 0       |
| VI      | 1991 | Perth     | 10        | 5          | 1    | 0      | 1       |
| VII     | 1994 | Roma      | 17        | 4          | 1    | 1      | 0       |
| VIII    | 1998 | Perth     | 21        | 0          | 0    | 0      | 0       |
| IX      | 2001 | Fukuoka   | 11        | 4          | 0    | 0      | 0       |
| X       | 2003 | Barcelona | 17        | 5          | 1    | 0      | 0       |
| XI      | 2005 | Montreal  | 15        | 3          | 0    | 0      | 0       |
| XII     | 2007 | Melbourne | 11        | 2          | 0    | 0      | 0       |
| XIII    | 2009 | Roma      | 16        | 8          | 0    | 0      | 3       |
| XIV     | 2011 | Shanghái  | 10        | 4          | 0    | 0      | 0       |
| XV      | 2013 | Barcelona | 20        | 13         | 0    | 3      | 1       |
| XVI     | 2015 | Kazán     | 13        | 2          | 0    | 0      | 1       |
| XVII    | 2017 | Budapest  | 8         | 6          | 1    | 2      | 0       |
|         |      | TOTALES   | 242       | 62         | 4    | 6      | 6       |

### Medallero
La primera medalla se obtuvo en la sexta edición del campeonato celebrada en 1991 en Perth, en la prueba de 200  metros espalda, cuando el nadadorMartín López Zubero logró el primer puesto en la prueba consiguiendo así la medalla de oro.
La primera mujer que obtuvo una medalla para España fue Nina Zhivanevskaya quien en la décima edición de los campeonatos celebrados en 2003 en Barcelona logró imponerse en la prueba de 50 metros espalda consiguiendo la medalla de oro.
El detalle de la participación y de las medallas obtenidas por el seleccionado español en las distintas ediciones de los campeonatos mundiales de natación es el siguiente:
| Medalla | Atleta                  | Prueba              | Edición          |
| ------- | ----------------------- | ------------------- | ---------------- |
| ORO     | Martín López Zubero     | 200 metros espalda  | 1991 – Perth     |
| ORO     | Martín López Zubero     | 100 metros espalda  | 1994 – Roma      |
| ORO     | Nina Zhivanevskaya      | 50 metros espalda   | 2003 – Barcelona |
| ORO     | Mireia Belmonte García  | 200 metros mariposa | 2017 – Budapest  |
| PLATA   | Martín López Zubero     | 200 metros espalda  | 1994 – Roma      |
| PLATA   | Melanie Costa Schmid    | 400 metros libres   | 2013 – Barcelona |
| PLATA   | Mireia Belmonte García  | 200 metros mariposa | 2013 – Barcelona |
| PLATA   | Mireia Belmonte García  | 400 metros estilos  | 2013 – Barcelona |
| PLATA   | Mireia Belmonte García  | 1500 metros libres  | 2017 – Budapest  |
| PLATA   | Mireia Belmonte García  | 400 metros estilos  | 2017 – Budapest  |
| BRONCE  | Martín López Zubero     | 100 metros espalda  | 1991 – Perth     |
| BRONCE  | Rafael Muñoz Pérez      | 50 metros mariposa  | 2009– Roma       |
| BRONCE  | Rafael Muñoz Pérez      | 100 metros mariposa | 2009– Roma       |
| BRONCE  | Aschwin Wildeboer Faber | 100 metros espalda  | 2009– Roma       |
| BRONCE  | Mireia Belmonte García  | 200 metros estilos  | 2013 – Barcelona |
| BRONCE  | Jessica Vall Montero    | 200 metros braza    | 2015 – Kazán     |

## Natación sincronizada

### Participación
La selección española de natación sincronizada inició su participación en el  Campeonato Mundial de Natación en su VI edición celebrada en 1991 en la ciudad de Perth. Desde entonces han competido en los campeonatos un total de 94 nadadoras, que han obtenido un total de 33 medallas: 1 de oro, 16 de plata y 16  de bronce; que colocan a España en el puesto 6º del medallero histórico de los campeonatos. El detalle de las medallas obtenidas por la delegación española es el siguiente:
| Edición | Año  | Sede      | Nadadoras | Finalistas | Oros | Platas | Bronces |
| ------- | ---- | --------- | --------- | ---------- | ---- | ------ | ------- |
| VI      | 1991 | Perth     | 8         | 0          | 0    | 0      | 0       |
| VII     | 1994 | Roma      | 0         | 0          | 0    | 0      | 0       |
| VIII    | 1998 | Perth     | 10        | 0          | 0    | 0      | 0       |
| IX      | 2001 | Fukuoka   | 10        | 3          | 0    | 0      | 0       |
| X       | 2003 | Barcelona | 10        | 4          | 0    | 1      | 2       |
| XI      | 2005 | Montreal  | 9         | 4          | 0    | 1      | 3       |
| XII     | 2007 | Melbourne | 11        | 7          | 0    | 4      | 2       |
| XIII    | 2009 | Roma      | 12        | 7          | 1    | 6      | 0       |
| XIV     | 2011 | Shanghái  | 11        | 7          | 0    | 1      | 5       |
| XV      | 2013 | Barcelona | 13        | 7          | 0    | 3      | 4       |
|         |      | TOTALES   | 94        | 39         | 1    | 16     | 16      |

### Medallero
La primera medalla se obtuvo en la décima edición del campeonato celebrada en 2003 en Barcelona, en la prueba de Sólo, cuando la nadadoraGemma Mengual logró el segundo puesto en la prueba consiguiendo así la medalla de plata.
El primer, y hasta la fecha único oro se obtuvo en la decimotercera edición del campeonato celebrada en 2009 en Roma cuando el equipo español logró el primer puesto en la prueba de combinación libre
El detalle de la participación y de las medallas obtenidas por el seleccionado español en las distintas ediciones de los campeonatos mundiales de natación es el siguiente:
| Medalla | Atleta                           | Prueba                  | Edición          |
| ------- | -------------------------------- | ----------------------- | ---------------- |
| ORO     | Equipo español                   | Combo                   | 2009 – Roma      |
| PLATA   | Gemma Mengual                    | Sólo                    | 2003 – Barcelona |
| PLATA   | Equipo nacional                  | Combo                   | 2003 – Barcelona |
| PLATA   | Gemma Mengual - Paola Tirados    | Dúo                     | 2005 – Montreal  |
| PLATA   | Gemma Mengual                    | Sólo - Rutína técnica   | 2007 – Melbourne |
| PLATA   | Gemma Mengual - Paola Tirados    | Dúo - Rutina técnica    | 2007 – Melbourne |
| PLATA   | Gemma Mengual - Paola Tirados    | Dúo - Prueba libre      | 2007 – Melbourne |
| PLATA   | Equipo español                   | Equipo - Prueba libre   | 2007 – Melbourne |
| PLATA   | Equipo nacional                  | Equipo - Rutina técnica | 2009 – Roma      |
| PLATA   | Gemma Mengual                    | Sólo- Rutina técnica    | 2009 – Roma      |
| PLATA   | Gemma Mengual - Andrea Fuentes   | Dúo - Prueba libre      | 2009 – Roma      |
| PLATA   | Gemma Mengual                    | Sólo- Prueba libre      | 2009 – Roma      |
| PLATA   | Equipo nacional                  | Equipo - Prueba libre   | 2009 – Roma      |
| PLATA   | Andrea Fuentes                   | Sólo- Prueba libre      | 2011 – Shanghái  |
| PLATA   | Equipo nacional                  | Equipo - Rutina técnica | 2013 – Barcelona |
| PLATA   | Equipo nacional                  | Equipo - Prueba libre   | 2013 – Barcelona |
| PLATA   | Equipo nacional                  | Combo                   | 2013 – Barcelona |
| BRONCE  | Gemma Mengual                    | Sólo                    | 2003 – Barcelona |
| BRONCE  | Gemma Mengual - Paola Tirados    | Dúo                     | 2003 – Barcelona |
| BRONCE  | Equipo Español                   | Combo                   | 2005 – Montreal  |
| BRONCE  | Gemma Mengual                    | Sólo                    | 2005 – Montreal  |
| BRONCE  | Equipo Español                   | Equipo                  | 2005 – Montreal  |
| BRONCE  | Equipo Español                   | Equipo - Rutina técnica | 2007 – Melbourne |
| BRONCE  | Gemma Mengual                    | Sólo - Prueba libre     | 2007 – Melbourne |
| BRONCE  | Andrea Fuentes                   | Sólo - Rutina técnica   | 2011 – Shanghái  |
| BRONCE  | Andrea Fuentes - Ona Carbonell   | Dúo - Rutina técnica    | 2011 – Shanghái  |
| BRONCE  | Equipo Español                   | Equipo - Rutina técnica | 2011 – Shanghái  |
| BRONCE  | Andrea Fuentes - Ona Carbonell   | Dúo - Prueba libre      | 2011 – Shanghái  |
| BRONCE  | Equipo Español                   | Equipo - Prueba libre   | 2011 – Shanghái  |
| BRONCE  | Ona Carbonell                    | Sólo - Rutina técnica   | 2013 – Barcelona |
| BRONCE  | Ona Carbonell - Margalida Crespí | Dúo - Rutina técnica    | 2013 – Barcelona |
| BRONCE  | Ona Carbonell                    | Sólo - Prueba libre     | 2013 – Barcelona |
| BRONCE  | Ona Carbonell - Margalida Crespí | Dúo - Prueba libre      | 2013 – Barcelona |

## Waterpolo

### Participación
La selección española de waterpolo en categoría masculina inició su participación en el  Campeonato Mundial de Natación en su I edición celebrada en 1973 en la ciudad de Belgrado obteniendo desde entonces un total 6 medallas: 2 de oro, 3 de plata y 1  de bronce
La selección femenina inició su participación en la VIII edición celebrada en 1998 en la ciudad de Perth y desde entonces ha obtenido una única medalla de oro.
Las medallas obtenidas por los dos seleccionados colocan a España en el puesto 4º del medallero histórico de los campeonatos. El detalle de los puestos obtenidos por los equipos españoles de waterpolo es el siguiente:
| Edición | Año  | Sede      | Masculino | Femenino            |
| ------- | ---- | --------- | --------- | ------------------- |
| I       | 1973 | Belgrado  | 10º       | No hubo competición |
| II      | 1975 | Cali      | 10º       | No hubo competición |
| III     | 1978 | Berlín    | 12º       | No hubo competición |
| IV      | 1982 | Guayaquil | 8º        | No hubo competición |
| V       | 1986 | Madrid    | 5º        | No participaron     |
| VI      | 1991 | Perth     | PLATA     | No participaron     |
| VII     | 1994 | Roma      | PLATA     | No participaron     |
| VIII    | 1998 | Perth     | ORO       | 9º                  |
| IX      | 2001 | Fukuoka   | ORO       | No participaron     |
| X       | 2003 | Barcelona | 5º        | 8º                  |
| XI      | 2005 | Montreal  | 5º        | 11º                 |
| XII     | 2007 | Melbourne | BRONCE    | 7º                  |
| XIII    | 2009 | Roma      | PLATA     | 8º                  |
| XIV     | 2011 | Shanghái  | 5º        | 11º                 |
| XV      | 2013 | Barcelona | 5º        | ORO                 |

### Medallero
La primera medalla se obtuvo en la sexta edición del campeonato celebrada en 1991 en Perth, cuando el equipo masculino logró el segundo puesto en la competición consiguiendo así la medalla de plata.
El primer oro se obtuvo en la octava edición del campeonato celebrada en 1998 también en Roma cuando el equipo masculino logró el primer puesto en la competición.
El seleccionado femenino obtuvo su única medalla hasta la fecha en la decimoquinta edición celebrada en Barcelona al obtener la medalla de oro de la competición
El detalle de la participación y de las medallas obtenidas por el seleccionado español en las distintas ediciones de los campeonatos mundiales de natación es el siguiente:
| Medalla | Atleta         | Prueba    | Edición          |  |
| ------- | -------------- | --------- | ---------------- |  |
| ORO     | Equipo español | Masculina | 1998 – Perth     |  |
| ORO     | Equipo español | Masculina | 2001 – Fukuoka   |  |
| ORO     | Equipo español | Femenina  | 2013 – Barcelona |  |
| PLATA   | Equipo español | Masculina | 1991– Perth      |  |
| PLATA   | Equipo español | Masculina | 1994 – Roma      |  |
| PLATA   | Equipo español | Masculina | 2009 – Roma      |  |
| BRONCE  | Equipo español | Masculina | 2007 – Melbourne |  |

## Saltos

### Participación
La primera participación española en la prueba de saltos de los campeonatos mundiales de natación se emonta al sexta edición celebrada en 1991 en la ciudad de Perth.
Hasta la fecha no se ha logrado obtener medalla alguna.

## Natación en aguas abiertas

### Participación
La selección española de natación en aguas abiertas ha participado en las  ediciones celebradas hasta la fecha del Campeonato Mundial de Natación salvo en las disputada en 1994 en la ciudad de Roma y en 2001 en la ciudad de Fukuoka con un total de 41 nadadores, 18 hombres y 23 mujeres, que han obtenido un total de 4 medallas: 1 de oro, 2 de plata y 1  de bronce; que colocan a España en el puesto 10º del medallero histórico de los campeonatos. El detalle de la participación  y de las medallas obtenidas por la delegación española es el siguiente:
| Edición | Año  | Sede      | Nadadores | Finalistas | Oros | Platas | Bronces |
| ------- | ---- | --------- | --------- | ---------- | ---- | ------ | ------- |
| VI      | 1991 | Perth     | 1         | 0          | 0    | 0      | 0       |
| VII     | 1994 | Roma      | 0         | 0          | 0    | 0      | 0       |
| VIII    | 1998 | Perth     | 1         | 2          | 0    | 1      | 0       |
| IX      | 2001 | Fukuoka   | 0         | 0          | 0    | 0      | 0       |
| X       | 2003 | Barcelona | 10        | 3          | 0    | 1      | 1       |
| XI      | 2005 | Montreal  | 7         | 3          | 1    | 0      | 0       |
| XII     | 2007 | Melbourne | 4         | 1          | 0    | 0      | 0       |
| XIII    | 2009 | Roma      | 7         | 5          | 0    | 0      | 0       |
| XIV     | 2011 | Shanghái  | 6         | 3          | 0    | 0      | 0       |
| XV      | 2013 | Barcelona | 5         | 1          | 0    | 0      | 0       |
|         |      | TOTALES   | 41        | 18         | 1    | 2      | 1       |

### Medallero
La primera medalla se obtuvo en la octava edición del campeonato celebrada en 1998 en Perth, en la prueba de 25 kilómetros, cuando el nadadorDavid Meca logró el segundo puesto en la prueba consiguiendo así la medalla de plata.
El primer, y hasta la fecha único oro, se obtuvo en la undécima edición de los campeonatos celebrada en 2005 en la ciudad de Montreal en la prueba de 25 kilómetros, también por el nadadorDavid Meca

El detalle de la participación y de las medallas obtenidas por el seleccionado español en las distintas ediciones de los campeonatos mundiales de natación es el siguiente:
| Medalla | Atleta     | Prueba        | Edición          |
| ------- | ---------- | ------------- | ---------------- |
| ORO     | David Meca | 25 kilómetros | 2005 – Montreal  |
| PLATA   | David Meca | 25 kilómetros | 1998 – Perth     |
| PLATA   | David Meca | 25 kilómetros | 2003 – Barcelona |
| BRONCE  | David Meca | 10 kilómetros | 2003 – Barcelona |